# NGC 6325
NGC 6325 هي مجرة تتبع كوكبة الحواء. اكتشفها جون هيرشل في 24 مايو 1835.

## روابط خارجية
- NGC 6325 على موقع ويكي سكاي: DSS2, SDSS, GALEX, IRAS, Hydrogen α, X-Ray, Astrophoto, Sky Map, Articles and images